# 唐季珊
唐季珊（1896年—1967年），廣東人。為1930年代中國上海茶葉商人，有“茶葉大王”之稱。

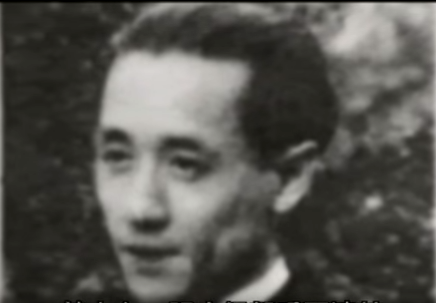
年輕時的唐季珊

## 生平
唐季珊是唐翹卿的次子。上海南洋公學畢業後，唐季珊到英國留學。於1914年第一次世界大戰爆發後，返回上海。
1916年，以唐翹卿的唐氏家族為主的「華茶公司」成立，唐季珊擔任「華茶公司」的協理一職，而长兄唐叔璠則擔任經理，幾年後便由唐季珊出任經理職位。日后，张织云曾去信告之阮玲玉，唐季珊的原配妻子在广东，他实是依靠原配妻子家族发迹，所以一直不敢离婚。
在茶葉生意的外銷獲得成功後，唐季珊更跨足了電影事業，並成為了聯華影業公司的大股東。民国十年（1927年）春，唐季珊与女演员张织云正式结婚。两人曾前往美国度蜜月:106。1932年1月，淞滬抗戰爆發，華茶公司在閘北的廠房、倉庫也全被炸毀。唐季珊便向銀行貸款，使得公司得以繼續經營。
1932年之后，唐季珊与阮玲玉相恋、同居。张织云因此提出与唐季珊正式离婚。而唐季珊与阮玲玉丈夫张达民之间的纠纷是当时舆论关注的焦点:106。
1935年3月8日，阮玲玉服藥自殺並留下“人言可畏”遺書。阮玲玉自杀事件引起轰动，一時社會傳聞迭起，對唐季珊也帶來不少負面影響。阮玲玉去世后，唐继续供养阮母和小玉。小玉后改名为唐珍麗。毕业，由唐季珊送往泰国。经人介绍与西贡银行经理俞鄂斌结婚。1962年，82岁的阮母在上海逝世，唐季珊才停止提供生活费用:16。
1937年8月13日，淞滬抗戰又爆發，華茶公司新建的廠房、倉庫和機器設備又再一次的被日軍全部燒光，華茶公司遭受此次致命打擊，從此一蹶不振。1948年，唐季珊與北平中國大學講師王家右結婚。王家右是二婚，前夫是罗隆基:16。
1949年，上海被中共占领前夕，唐季珊前往香港。後与妻子王家右又輾轉到了台灣:16。雖然此後風光不若華茶，惟常造訪茶行，鼓勵生產並輔導外銷高級茶葉。後來茶行第二代長成且諳英語，唐又教導參與投標英美的方法，最終使洋行漸次消退。另外，留於上海的華茶公司則交由唐氏家族的其他人經營，最後在1954年宣告歇業。
夫妇二人抵台初期，王家右与张道藩、蔣碧微二人为好友。几年之后，唐季珊破产，流落街头。王家右逝世时，依靠好友资助下葬。唐季珊最后病死街头:16。

## 外部連結
- 台灣區製茶工業同業公會